# Atrophaneura hageni
Atrophaneura hageni is een vlinder uit de familie van de pages (Papilionidae). De wetenschappelijke naam van de soort is voor het eerst geldig gepubliceerd in 1889 door Rogenhofer. Dit taxon wordt ook wel als een ondersoort van Atrophaneura priapus (Boisduval, 1836) beschouwd.

## Kenmerken
De spanwijdte van deze vlinder bedraagt 10 tot 13 cm.

## Verspreiding en leefgebied
Deze vrij zeldzame vlinder is endemisch op de hoogvlakten van Sumatra.